# Billy (Allier)
Billy  es una localidad  y comuna francesa, situada en el departamento del Allier en la región de Auvernia.

## Demografía
| 820 | 1084 | 912 | 921 | 1007 | 929 |
| Para los censos de 1962 a 1999 la población legal corresponde a la población sin duplicidades (Fuente: INSEE [Consultar]) |      |     |     |      |     |

(Población sans doubles comptes según la metodología del INSEE).

## Lugares de interés
- Castillo de Billy, medieval, en la localidad.